# یواس‌اس ارل بی. هال (ای‌پی‌دی-۱۰۷)
یواس‌اس ارل بی. هال (ای‌پی‌دی-۱۰۷) (به انگلیسی: USS Earle B. Hall (APD-107)) یک کشتی بود که طول آن ۳۰۶ فوت (۹۳ متر) بود. این کشتی در سال ۱۹۴۴ ساخته شد.